# Хомяков, Григорий Афанасьевич
Григорий Афанасьевич Хомяков (ок. 1764 — после 1804) — генерал-майор Российской империи. Участник русско-турецкой войны 1787—1791 гг.

## Биография
Из дворян. В девятилетнем возрасте, 15 апреля 1773 года был зачислен на военную службу — кадетом в Кадетский корпус. В 1783 году произведён в капралы; 1 апреля 1785 года — в сержанты. Был выпущен из корпуса поручиком в армию — 15 октября 1787 года.
В 1788 году участвовал в осаде Очакова; в 1789 году находился при Хаджибее и при сдаче города Бендеры.
В ротмистры Кирасирского Наследника полка был произведён 25 апреля 1795 года. А уже 23 октября произведён в майора. Спустя год был зачислен обер-провиантмейстером в провиантский штат и 15 июля 1797 года произведён в подполковники.
В Софийский кирасирский полк он был переведён 1 августа 1797 года; 9 сентября 1798 года произведён в полковники. В 1800 году, при расформировании полка, был переведён в Кирасирский князя Ромодановского-Ладыженского (Малороссийский) полк, а 9 сентября 1800 года удостоен чина генерал-майора и назначен шефом Рижского драгунского полка. Но на следующий день указ был изменен и Хомяков был назначен полковым командиром. Однако через 4 дня, 14 сентября, вновь произошло изменение и Г. А. Хомяков был назначен шефом Ингерманландского драгунского полка.
В 1803 году в полку произошло два самоубийства и Хомяков сделал донесение, что самоубийцы «умерли натуральною смертию». «Ложное рапортование» открылось и 26 февраля 1803 года он был отставлен от службы без пенсии и без права носить мундир. Через год, 9 марта 1804 года, последовало повеление «производить ему половинный пенсион», а 8 апреля было «позволено носить мундир».